# Guarda-Mor
Guarda-Mor is een gemeente in de Braziliaanse deelstaat Minas Gerais. De gemeente telt 6.778 inwoners (schatting 2009).

## Aangrenzende gemeenten
De gemeente grenst aan Coromandel, Paracatu, Vazante en Catalão (GO).